# Tri Hita Karana
Tri Hita Karana è una filosofia tradizionale dell'isola di Bali, in Indonesia. La traduzione letterale è più o meno "tre fonti di benessere" o "tre ragioni di prosperità".
Le tre motivazioni richiamate dal principio sono:
1. Armonia con Dio
2. Armonia tra le persone
3. Armonia con la natura e/o l'ambiente

Deriva dallo spiritualismo e dalle credenze balinesi, che promuovono l'armonia tra gli altri esseri umani attraverso la cooperazione comunitaria e la promozione della compassione, armonia verso Dio, manifestata in numerosi rituali, e offerte per placare le divinità e l'armonia con il loro ambiente, preservato per conservare la natura e promuovere la sostenibilità e l'equilibrio. La filosofia Tri Hita Karana è accreditata della prosperità dell'isola nel suo insieme, il suo sviluppo relativamente stabile, le pratiche ambientali e la qualità complessiva della vita per i suoi residenti.
Il principio della Tri Hita Karana guida molti aspetti della vita balinese, dai rituali quotidiani, alla pratica di cooperazione comunitaria gotong-royong, all'organizzazione spaziale nell'architettura balinese. Si riflette anche nel sistema di irrigazione naturale dell'isola noto come subak, che è costituito da dighe e canali gestiti in modo cooperativo che attingono da un'unica fonte d'acqua. L'ex presidente dell'Indonesia, Susilo Bambang Yudhoyono, lo ha elogiato nel suo discorso alla Conferenza internazionale sullo sviluppo sostenibile durante l'APEC 2013, che si è tenuta a Bali.